# Paul Sabatier (Chemiker)

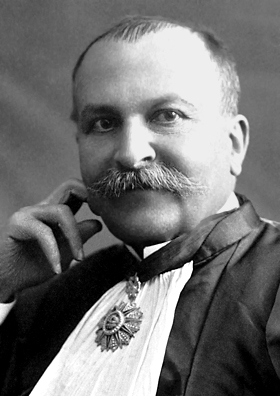
Paul Sabatier

Paul Sabatier (* 5. November 1854 in Carcassonne; † 14. August 1941 in Toulouse) war ein französischer Chemiker. Er war ein Pionier der katalytischen Hydrierung in der Organischen Chemie. Sabatier erhielt 1912 den Nobelpreis für Chemie „für seine Methode, organische Verbindungen bei Gegenwart fein verteilter Metalle zu hydrieren, wodurch der Fortschritt der organischen Chemie in den letzten Jahren in hohem Grad gefördert worden ist“.

## Biografie
Sabatier studierte ab 1872 Naturwissenschaften mit Schwerpunkt Physik an der École normale supérieure und der École polytechnique. Nach dem Abschluss 1877 war er Physiklehrer an einem Gymnasium (Lycée) in Nimes, setzte aber sein Studium 1878 in Paris bei Louis Pasteur und Marcelin Berthelot am Collège de France fort und wurde 1880 bei Berthelot über anorganische Schwefelverbindungen promoviert. Ab 1880 lehrte er in Bordeaux (Faculté des Sciences) und ab 1882 in Toulouse (in Physik und Chemie). 1884 wurde er dort Professor für Chemie. 1930 wurde er emeritiert.
Die medizinisch-naturwissenschaftliche Universität von Toulouse („Toulouse III“) trägt seinen Namen. Der Sabatier-Prozess, ein Methangewinnungsverfahren, wurde nach ihm benannt, wurde aber mit Jean Baptiste Senderens entwickelt. Mit Senderens fand er das nach beiden benannte Verfahren der katalytischen Hydrierung: Sie ließen ein Gemisch aus Wasserstoff und Ethen über feinverteilten Nickel strömen und fanden, dass sich Ethan bildete. Ähnlich gelang ihnen die Hydrierung bei anderen ungesättigten organischen Verbindungen. Die industrielle Umsetzung überließen sie aber anderen, zum Beispiel Wilhelm Normann bei der Fetthärtung (meldeten aber z. B. ein Patent für Härtung von Ölen mit ihrem Hydrierverfahren an).
Die Zusammenarbeit mit Senderens, die 1892 begann, endete 1907 und später kam es zum Bruch zwischen beiden, da Senderens den Eindruck hatte, Sabatier beanspruche gemeinsame Entdeckungen für sich allein. Beide erhielten 1905 den Prix Jecker. Zwei benachbarte Berge auf Südgeorgien sind nach beiden benannt. Seit 1901 war er Mitglied der Académie des sciences. 1918 wurde Sabatier zum auswärtigen Mitglied (Foreign Member) der Royal Society gewählt, 1927 der National Academy of Sciences. Die Académie royale des Sciences, des Lettres et des Beaux-Arts de Belgique nahm ihn 1925 als assoziiertes Mitglied auf. 1934 wurde er Ehrenmitglied (Honorary Fellow) der Royal Society of Edinburgh. Der Mondkrater Sabatier ist nach ihm benannt. Gleiches gilt für den Mount Sabatier auf Südgeorgien.

## Schriften (Auswahl)
Zu den Schriften Sabatiers gehören:
- Recherches thermiques sur les sulfures (thèse), 1880, Paris (online)
- Leçons élémentaires de chimie agricole, 1890 (online)
- La catalyse en chimie organique, erste Auflage 1913 (online), deutsche Übersetzung von Hans Finkelstein 1914 (online), zweite erweiterte Auflage 1920 (online), englische Übersetzung Catalysis in organic chemistry von E. E. Reid 1922 (online), Die Katalyse in der organischen Chemie, nach der zweiten französischen Auflage übersetzt von Berthold Finkelstein, 1927